# Edward Rich (6e comte de Warwick)
Edward Rich, 8e baron Rich, 6e comte de Warwick et 3e comte de Holland (1673-31 juillet 1701), de Holland House, Kensington, Middlesex, est un pair anglais et membre de la Chambre des lords, nommé Lord Rich jusqu'en 1675 .

## Biographie
Il est le fils et l'héritier de Robert Rich, 5e comte de Warwick, 2e comte de Holland (1620-1675).
En 1675, il succède à son père. En 1699, avec son ami Charles Mohun (4e baron Mohun), Warwick est jugé pour le meurtre de Richard Coote et est reconnu coupable d'homicide involontaire. Il échappe à la punition en plaidant le privilège de la pairie. Lui et Mohun ont tué Coote dans un duel et il était courant pour un jury du XVIIe siècle dans de tels cas d'avoir une vision clémente de ces questions.
Au début de 1697, il épouse Charlotte Myddelton, une fille de Sir Thomas Myddelton (2e baronnet), qui lui survit et se remarie avec le célèbre écrivain Joseph Addison, qui a été le tuteur de son fils.
Il meurt en 1701 et est remplacé par son fils Edward Rich (7e comte de Warwick) (1698-1721) .